# 应县胡萝卜
应县胡萝卜，是指中华人民共和国山西省朔州市应县生产的一种胡萝卜，是中国地理标志产品。

## 生平
应县胡萝卜的特点是个头大，两头齐，肉质致密，质细多汁。其在应县境内均有分布，但龙泉村为著名。2003年，应县龙泉村支书刘建银在网站上看到日本一家经营胡萝卜种子的公司在中国有代理，并出售“改良系新黑田五寸”、“红映二号”。他因此通过电邮联系对方，引进品种，并在2004年建立网站推销产品、2005年扩宽本村的生产范围。2008年，由山西应县南河种镇绿色蔬菜开发中心，应县胡萝卜登记（1107号，与天镇唐杏一同）通过中华人民共和国农业部审查，成为中国地理标志产品。